# Marvin Williams
Marvin Gaye Williams, Jr. (* 19. Juni 1986 in Bremerton, Washington) ist ein ehemaliger US-amerikanischer Basketballspieler. Seit der Saison 2005/06 spielte Williams 15 Jahre in der nordamerikanischen Profiliga NBA. Zuvor spielte er an der University of North Carolina, an der auch Michael Jordan spielte, unter einem der besten College-Trainer Nordamerikas, Roy Williams.

## High-School- und College-Karriere
Williams spielte in seiner Jugend in seinem Heimatort an der Bremerton High School im Bundesstaat Washington. Dort war er mit knapp 29 Punkten pro Spiel und 15 Rebounds im Schnitt Star seines Teams. Als er die High School verließ, war er als einer der besten Spieler seines Jahrgangs bekannt und erhielt eine ganze Reihe von  Auszeichnungen und Preisen. Unter anderem wurde er in das McDonald’s All-American Team gewählt, das aus den besten High-School-Spielern der ganzen USA zusammengesetzt ist.
Daraufhin erhielt Williams ein Stipendium der University of North Carolina at Chapel Hill, einer der besten und bekanntesten Basketball-Unis Nordamerikas. In seinem Freshman-Jahr (erste Saison) am College, wurde er vor allem als 6. Mann des höchst erfolgreichen Teams eingesetzt. Er erzielte durchschnittlich knapp 12 Punkte in 22 Minuten pro Spiel. Sein Team, die UNC Tar Heels, schafften es bis in das Finale der NCAA Division I Basketball Championship der besten College-Mannschaften der USA, das sie unter anderem auch durch einen wichtigen Korb durch Williams kurz vor Ende des Spiels mit 5 Punkten gegen die Fighting Illini aus Illinois 75:70 gewannen. Nach diesem großen Sieg kündigte Williams an das College zu verlassen und sich zum NBA-Draft anzumelden.

## NBA-Karriere

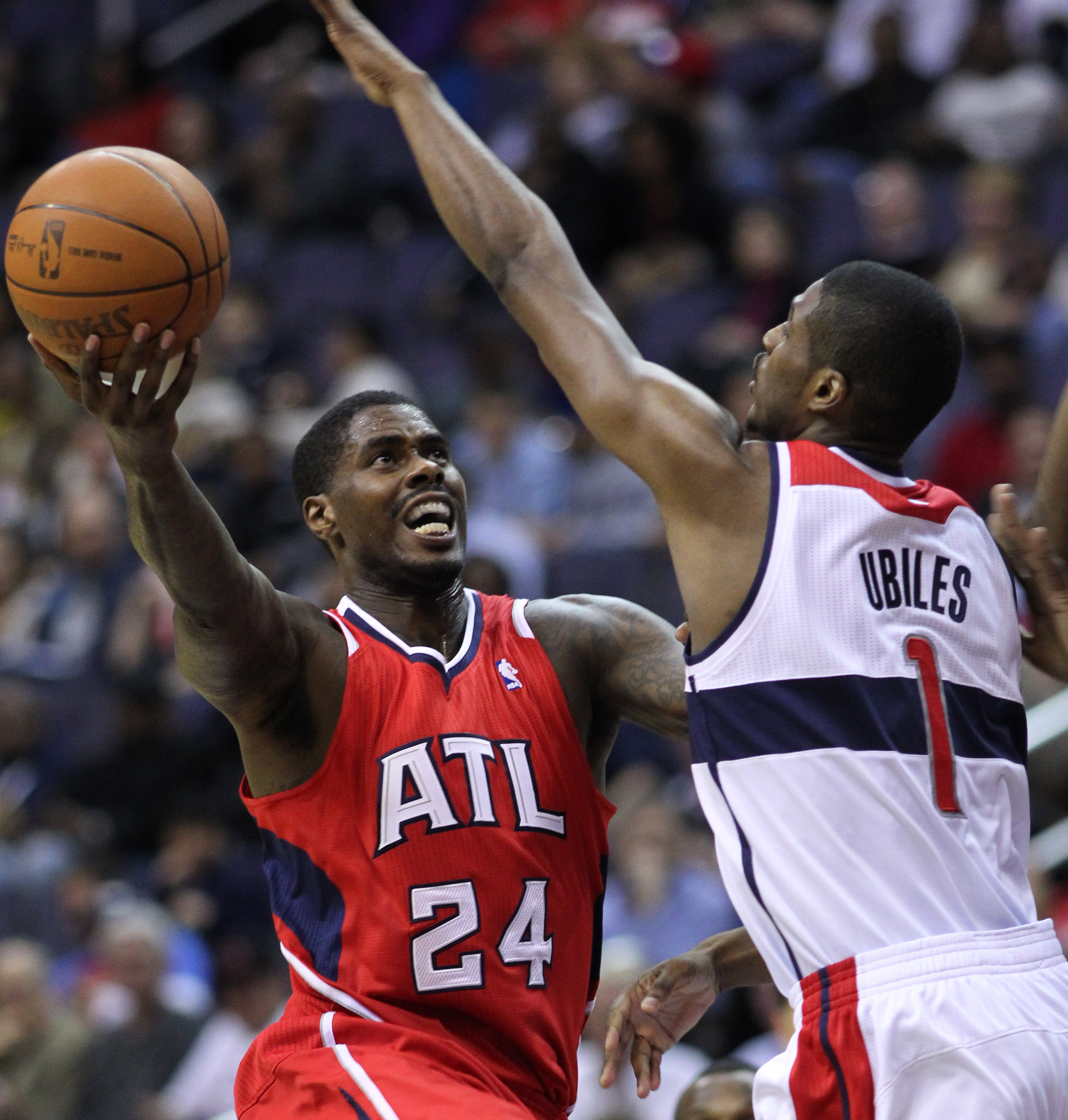
Williams im März 2012

Die Atlanta Hawks wählten Williams im NBA-Draft 2005 als 2. Pick nach dem Australier Andrew Bogut aus. Die im Voraus als erster Pick gehandelten Aufbauspieler Chris Paul und Deron Williams, gegen den Williams im NCAA-Finale spielte, wurden erst nach ihm gewählt.
In seiner ersten Saison enttäuschte Williams weitgehend und die Kritik an den Hawks, ihn vor den besser spielenden Paul und Williams gewählt zu haben, wurde immer lauter. Dennoch wurde Williams ins NBA All-Rookie Second Team gewählt. In seiner zweiten Saison steigerte er sich und spielte prompt in der ersten Fünf der Hawks. Seinen Punkteschnitt steigerte er von 8,5 auf 13,1. Im dritten Profijahr bewies er endgültig sein Potential, in dem er als einer der Führungsspieler dabei half, die Hawks nach mehr als zehn Jahren Playoff-Abstinenz wieder in die Postseason zu führen. Dabei bildete er zusammen mit Josh Smith und Al Horford einen der jüngsten Frontcourts der NBA. In den Playoffs scheiterten die Hawks nach drei überraschenden Heimsiegen gegen den späteren Meister Boston Celtics im 7. Spiel in der Best-of-Seven-Serie mit 3:4.
In den darauffolgenden Jahren konnte Williams jedoch seine hohen Erwartungen nie ganz rechtfertigen. Seine Statistiken pendelten sich bei etwa 10 Punkte und 5 Rebounds pro Spiel ein. Als ewiges Talent von Fans abgestempelt wurde Williams im Sommer 2012 im Austausch für Devin Harris zu den Utah Jazz transferiert. In seinem ersten Jahr konnte Williams nicht überzeugen und seine Statistiken fielen auf ein Karrieretief von 7,2 Punkte und 3,6 Rebounds pro Spiel. Das zweite Jahr verlief besser und Williams schloss das Jahr mit 9,1 Punkten und 5,1 Rebounds ab.
Er verließ im Sommer 2014 die Jazz und unterschrieb bei den Charlotte Hornets einen Zweijahresvertrag. Im Juli 2016 verlängerte er seinen Vertrag um vier weitere Jahre. Williams spielte schlussendlich mehr als fünf Jahre bei den Hornets, meist in der Rolle des startenden Small oder Power Forwards und legte in dieser Zeit solide Statistiken mit 10 Punkte und 5 Rebounds pro Spiel auf und überzeugte als sogenannter Stretch Four mit fast 37,8 % von der Dreipunktlinie, mit einer guten Dreipunktregfferquote. Im Jahre 2016 erreichte Williams in dieser Zeit mit den Hornets nur einmal die Playoffs, wo man knapp in der ersten Runde an den Miami Heat scheiterte. Im Februar 2020 wurde Williams von den Hornets entlassen und schloss sich dem Titelanwärter Milwaukee Bucks an.
Nachdem die Bucks als Favorit in der zweiten Playoffrunde gegen die Miami Heat frühzeitig ausschieden, gab Williams kurz danach mit 34 Jahren sein Karriereende bekannt. Williams spielte insgesamt 15 Jahre in der NBA und erzielte in 1072 NBA-Spielen 10,2 Punkte, 5,2 Rebounds und 1,3 Assists pro Spiel.

## Sonstiges
Williams Mittelname „Gaye“ stammt von seinem Vater, welcher nach dem US-amerikanischen Sänger Marvin Gaye benannt wurde. Marvin hat zwei jüngere Brüder, Demetrius und J'Tonn.
In seiner Kindheit war Williams Fan der Seattle SuperSonics, daher war er über deren Umzug nach Oklahoma City 2008 alles andere als erfreut. Seine früheren Idole waren Gary Payton und Kevin Garnett.
Im Sommer 2008 bereiste Williams Europa und besuchte dabei unter anderem ein internationales Basketball-Camp in der Schweiz.